# Сидоренко Андрій
Андрій Сидоренко (нар. 4 травня 1977, Сімферополь) — український спортивний функціонер, колишній волейболіст, гравець збірної України.

## Життєпис
Грав у клубах «Динамо» (Луганськ), ПАОК (Салоніки, 1999—2000), «Копра Юніор Воллей 90» (Copra Junior Volley 90, П'яченца, 2000—2001, Серія А2), «Нафтовик» (Ярославль, 2001—2004), «Локомотив» (Харків, 2004—2005), «Галкбанк» (Анкара, 2005—2006).
У складі збірної України брав участь у першості світу 1998 в Японії.